# Chapitre macabre
Pour les articles homonymes, voir Macabre (homonymie).
Chapitre macabre (Grave Misconduct) est un téléfilm américain réalisé par Armand Mastroianni, et diffusé en 2008.

## Fiche technique
- Titre original : Grave Misconduct
- Réalisation : Armand Mastroianni
- Scénario : Matthew Chernov et David Rosiak
- Musique : Kevin Kiner
- Pays : États-Unis
- Durée : 78 min

## Distribution
- Crystal Bernard : Julia London
- Vincent Spano : Trent Dodson
- Roxanne Hart : Margo Lawrence
- Dorian Harewood : Baxter Kyle
- Joanna Miles : Catherine Hallow
- Michael Cole : Jason Connelly
- Oliver Muirhead : Don Crown
- Diane Robin : Miranda Darkling
- Julie Mond : Angela Drown
- John Fleck : Billy Speck